# Bajangoł (rejon zakamieński)
Bajangoł (ros. Баянгол) – wieś w Rosji, w Buriacji, w rejonie zakamieńskim. W 2010 liczyła 1118 mieszkańców.